# 마르친 바실레프스키
마르친 바실레프스키(폴란드어: Marcin Wasilewski, 1980년 6월 9일 크라쿠프 ~ )는 폴란드의 전 축구 선수이다.